# American Truck Simulator
American Truck Simulator (ATS) è un gioco di simulazione aziendale e di veicoli del 2016 sviluppato dalla società ceca SCS Software ed è il sequel parallelo al videogioco Euro Truck Simulator 2. È stato presentato all'Electronic Entertainment Expo 2015 (E3 2015), anche se è stato annunciato per la prima volta in sviluppo nel settembre del 2013. Il gioco è stato pubblicato il 2 febbraio 2016.

## Modalità di gioco
American Truck Simulator è un simulatore di guida di camion con elementi di gestione aziendale. Lo scopo del gioco è trasportare merci, guidando autoarticolati, dal luogo di partenza al luogo designato, ed essere ricompensati. Il carico deve essere consegnato alla sede stabilita entro un determinato periodo di tempo e con il minor danno possibile per la merce, al fine di ottenere il maggior numero di punti esperienza e denaro possibili.
I soldi guadagnati, possono essere utilizzati per l'acquisto di altri camion (nonché aggiornamenti estetici, meccanici e strutturali per gli stessi), acquistare carburante ed effettuare riparazioni ai propri mezzi, rimborsare eventuali prestiti ottenuti dalla banca, assumere autisti e comperare garage per ospitarli e basarli. La quantità di denaro e di punti esperienza accumulati dipende dalla lunghezza della consegna (in miglia percorse) e dal tipo di merci trasportate. Quando si consegnano merci, i giocatori possono utilizzare il proprio camion acquistato personalmente, o utilizzarne uno fornito da una ditta esterna. In quest'ultimo caso, le riparazioni e gli altri costi sono a carico della ditta proprietaria del camion, invece che del giocatore, fatta esclusione per le penalità (multe) ottenute da condotte scorrette o collisioni con altri veicoli. I punti esperienza possono essere utilizzati per ottenere svariati vantaggi, ad esempio una migliore abilità di guida del giocatore, la possibilità di trasportare più generi diversi di carichi (come sostanze chimiche ed esplosivi) o di poter affrontare viaggi più lunghi. Man mano che si acquisiscono punti esperienza, e dunque si sale di livello, le ricompense per ogni carico effettuato correttamente si fanno sempre più redditizie.
Oltre a guidare e consegnare merci, il giocatore può anche gestire un'attività di autotrasporto, con personale e mezzi propri. I camionisti assunti eseguiranno le consegne autonomamente, andando ad aumentare gli introiti del giocatore. Più a lungo verranno tenuti i camionisti assunti, più diventeranno abili, e questo consentirà loro di trasportare merci più preziose e poter percorrere distanze maggiori, aumentando il guadagno totale delle loro consegne, e quindi il fatturato totale della propria attività. Il giocatore può selezionare per ciascun dipendente un addestramento diverso, al fine di renderlo più esperto su una competenza specifica della propria guida. A differenza di Euro Truck Simulator 2, nel gioco sono presenti stazioni di pesatura, dove il giocatore è tenuto a fermarsi per determinare il peso del carico, prima di procedere alla consegna. Talvolta, se la consegna avviene all'interno dello specifico Stato dal quale si è partiti, non viene richiesto di fermarsi. In caso la fermata venga imposta, e la si ignori deliberatamente, al giocatore verrà comminata una multa, come penalità.

## Veicoli
Il gioco dispone delle licenze ufficiali per diversi trattori stradali di produzione nordamericana:
- Peterbilt: 389 e 579
- Kenworth: W900, T680 (2014), T680 (2022)
- Volvo: VNL (2014) e VNL (2018)
- International: LoneStar, LT, 9900i
- Mack: Anthem e Pinnacle
- Western Star: 49X, 57X, 5700XE
- Freightliner: Cascadia (2019) e Cascadia (2024)

Per ciascun mezzo è disponibile una varietà di motori, trasmissioni, telai e cabine, oltre che di personalizzazioni estetiche.

## Contenuti aggiuntivi
Oltre al gioco base è disponibile un'ampia lista serie di contenuti aggiuntivi a pagamento (DLC).

### Stati
Al momento del lancio erano disponibili gli stati della California e del Nevada, a cui è seguita l'aggiunta dell'Arizona nel giugno 2016 come aggiornamento gratuito.
Tutte le espansioni successive sono DLC a pagamento e aggiungono nuovi stati:
- novembre 2017: Nuovo Messico
- ottobre 2018: Oregon
- gennaio 2019: stato di Washington
- novembre 2019: Utah
- luglio 2020: Idaho
- novembre 2020: Colorado
- settembre 2021: Wyoming

- agosto 2022: Montana
- novembre 2022: Texas
- agosto 2023: Oklahoma
- novembre 2023: Kansas
- maggio 2024: Nebraska
- settembre 2024: Arkansas
- aprile 2025: Missouri
- luglio 2025: Iowa

Ciascuno stato è caratterizzato dalla presenza delle principali città e relative infrastrutture, ma anche di monumenti e costruzioni caratteristiche oltre che dei paesaggi tipici della zona. Anche le tipologie di aziende e di carichi da trasportare sono correlate all'economia di ciascuna regione.

### Merci e rimorchi
Alcune espansioni consentono di aggiungere nuove tipologie di merci trasportabili, solitamente più preziose e quindi remunerative come ad esempio mezzi e attrezzature agricole, forestali o edili, fornendo anche i semirimorchi speciali necessari allo scopo, che possono essere ad esempio multi-asse articolati e sterzanti.
Un'espansione denominata Special Transport introduce una specifica modalità di gioco dedicata ai trasporti eccezionali, con carichi particolarmente ingombranti e pesanti, che include inoltre i mezzi di scorta tecnica e le modifiche alla viabilità lungo i percorsi per consentire il transito.

### Personalizzazioni estetiche
Diversi DLC sono dedicati alla personalizzazione estetica dei camion, quali verniciature speciali e commemorative e accessori per interni ed esterni.

## Accoglienza
American Truck Simulator ha ricevuto recensioni per lo più positive da parte della critica, con punteggio di 76/100 su Metacritic.
James Cunningham di Hardcore Gamer ha dato al gioco un 4 su 5 dicendo: "mentre un po' più di realismo renderebbe American Truck Simulator più divertente, paradossale come potrebbe sembrare, non c'è modo di sfuggire a quanto sia giocabilmente fantastico". Laura Dale di Polygon gli ha dato un 8/10 aggiungendo: "come qualcuno che ha affondato ore e ore in Euro Truck Simulator 2, una nuova mano di vernice, una serie di miraggi sconosciuta e la sfida di guidare dal lato opposto della strada mi ha lasciato fiduciosa che affonderò altrettante ore in American Truck Simulator".
Andy Kelly di PC Gamer ha elogiato il gioco e ha notato che condivideva i punti di forza e le imperfezioni del suo predecessore a causa delle similitudini dei due giochi, sebbene consigliato che non fosse finito al momento del lancio e ha esortato i giocatori più cauti ad aspettare fino a che non fosse completato prima dell'acquisto del gioco.
American Truck Simulator ha vinto come migliore soluzione tecnologica ai Czech Game of the Year Awards del 2016, ed è stato anche nominato come miglior gioco, miglior gioco per PC/Console e miglior audio.